# HERE COMES THE MOON
『HERE COMES THE MOON』（ヒア・カムズ・ザ・ムーン）は、InterFM897で2020年5月3日にレギュラー放送が開始された藤原さくらのラジオ番組。

## 概要
シンガーソングライターの藤原さくらがDJを務めるラジオ番組。番組のコンセプトは「週の終わりで始まりの日曜深夜。少し夜更かししたリスナーとともに、心地よい音楽と、ほっと安らぐ時間をシェアしていく59分間」。
毎回テーマを設定して選曲している。また毎回藤原がギターの弾き語りを行っている。
番組は2020年5月3日に開始されたが、その時期は新型コロナウイルス感染症に関わる緊急事態宣言が発令中だったため、リモートでの自宅収録だった。初めてスタジオで収録したのは、2020年6月7日の第6回の放送だった。
2024年7月7日から、本放送では紹介しきれなかった話や編集でカットしたパートを配信する「HERE COMES THE MOON ”EXTRA”」のポッドキャストがスタート。

## 放送時間
- 日曜日 24:00-25:00

## パーソナリティ
- 藤原さくら

## コーナー
- さくらのMusic Diary

生活のなかで感じたことや体験したことを日記のように音楽とともに振り返るコーナー。
- DNAミュージック

今現在の藤原さくらを形成し・影響を与えてきた音楽を語るコーナー。
- 楽器 of the World

藤原が所有する楽器や興味のある楽器について語り、それにまつわる曲をかけるコーナー。
- ファーストコンタクト

藤原が初めて出会ったモノ・コト・ヒトについて語るコーナー。
- Sakura's Bedroom Music

2021年6月限定で作られた睡眠ベンチャー「ブレインスリープ」とのコラボ・コーナー。睡眠する際にベッドルームで聴くのに最適な音楽を選曲するコーナー。
- HERE COMES THE MOON STUDIO LIVE

弾き語りやスタジオライブを行うコーナー。その際、クロサワ楽器の福岡司が持ってきたマーティンのギターを借りて演奏することがある。このコーナーで撮影された演奏動画のいくつかは、自身の公式Youtubeチャンネルで公開されている。

## 放送リスト
選曲テーマ・弾き語り演奏曲・ゲスト

## BGM
番組のBGMはトム・ミッシュの『Beat Tape 1』に収録されている曲を中心に、ポール・ウェラーやOvallなどの曲が使用されている。
- オープニング
  - トム・ミッシュ -「Summer」

- トーク中
  - トム・ミッシュ -「Epiphany」、「Wind（Jazzy Joint）」
  - ポール・ウェラー -「That Spiritual Feeling」
  - Ovall -「Green Glass」、「Dawn」
  - EVISBEATS -「City of light」
  - [.que] - 「To Beijing」、「good night」
  - Richie Rych -「Heartbeat」
  - K9 Division -「Vague Action」

- エンディング
  - トム・ミッシュ -「Cruisin’」